# Triumfetta dekindtiana
Triumfetta dekindtiana är en malvaväxtart som beskrevs av Adolf Engler. Triumfetta dekindtiana ingår i släktet triumfettor, och familjen malvaväxter. Inga underarter finns listade i Catalogue of Life.